# 王璟御封林
王璟御封林，位于山东省临沂市莒南县板泉镇大白常村，是中华人民共和国山东省文物保护单位之一。
2006年12月7日，授予山东省文物保护单位，是一座石窟寺及石刻。